# Nagyváradi nemzetközi repülőtér
A nagyváradi nemzetközi repülőtér (IATA: OMR, ICAO: LROD) egy nemzetközi repülőtér Nagyváradtól 5 kilométerre délnyugatra. Románia északnyugati részén, Bihar megyében helyezkedik el, a Magyarországra vezető fő közúti és vasúti határátkelőhelyek közelében. Az E60-as európai út és a tervezett erdélyi autópálya, valamint a megye idegenforgalmi látványosságainak közelsége miatt 2017-ben és 2018-ban az utas- és teherforgalom kétszeresére nőtt.
Felújítása óta a repülőtér a viszonylag közeli debreceni illetve kolozsvári repülőterekkel versenyez.

## Története
2009-ben Bihar megye tanácsadói szolgáltatást vett igénybe a kifutópálya meghosszabbítása, egy teherforgalmi terminál építése és a személyforgalmi terminál felújítása érdekében. A repülőtéri terminál az EU és a schengeni szabályok szerint lett felújítva, és számos különféle szolgáltatást kínál, mint például autókölcsönzés, pénzváltó, különböző üzletek stb.
2014. február 7-én a Bihar Megyei Bizottság 30 millió eurónyi uniós forrásokra vonatkozó megállapodást írt alá a kifutópálya és egyéb kapcsolódó létesítmények finanszírozására. 2014. október 20-án kezdődtek meg az új 2100 méteres kifutópálya, két gyors taxiút és egyéb létesítmények építési munkálatai. A kifutópálya korszerűsítése 2015. október 30-án fejeződött be.
2017 márciusától kezdve a Ryanair járatokat indított a repülőtérről Bergamóba, Gironába, októbertől pedig Eindhovenbe, Memmingenbe, London–Stansted repülőtérre és Weezébe. 2018 márciusában a vállalat bejelentette, hogy októberben kivonul a repülőtérről, annak ellenére, hogy a helyi hatóságok szerint a vállalat az előzetes program keretében támogatást kapott, és 85%-ot meghaladó foglalási aránya  volt, és annak ellenére, hogy a repülőtér lényegesen  alacsonyabb árakat alkalmazott, mint a környék többi repülőtere.
Ezt követően a nagyváradi és a bihar megyei önkormányzat saját légitársaságot alapított Air Oradea néven, ez azonban nem bizonyult működőképesnek. 2023-ban ezért pályázaton kerestek alvállalkozót heti 5 bukaresti és heti 3 londoni járat, valamint charterjáratok üzemeltetésére. Ezt egyedüli ajánlattevőként a moldovai HiSky légitársaság nyerte.
A repülőtér új, 40 millió eurós beruházással épült két új, összesen 12 900 négyzetméteres terminálépületét 2024 májusában adták át.

## Megközelítés
A nagyváradi helyi közlekedési vállalat buszjáratot biztosít Nagyvárad központja és a repülőtér között. A járat  menetrendje igazodik a repülőjáratok érkezéséhez és indulásához.

## Légitársaságok és célállomások
| Légitársaság                | Célállomások                   |
| --------------------------- | ------------------------------ |
| Air Bucharest               | Szezonális charter: Antalya    |
| AlMasria Universal Airlines | Szezonális charter: Hurghada   |
| Blue Air                    | Bukarest Szezonális: Konstanca |
| Corendon Airlines           | Szezonális charter: Antalya    |
| TAROM                       | Bukarest                       |
| Animawings                  | Szezonális charter: Antalya    |

A leszállópálya csaknem pontosan dél–észak irányú (19°). A külföldi járatok Boeing 737-esek, a belföldiek turbolégcsavaros ATR-72-esek (Avions de transport régional).

## Forgalom
Az utasforgalom az elmúlt években az alábbi módon változott:
| Utasok száma | 38 843 | 36 477 | 40 357 | 39 440 | 8118 | 162 902 | 95 982 | 37 911 | 208 541 | 169 166 |
|              | 2008   | 2010   | 2012   | 2013   | 2015 | 2017    | 2019   | 2020   | 2022    | 2024    |

## Egyéb felhasználása

### Katonai
2009 áprilisa óta a NATO Nagyváradi Kiválósági Központja tagja a NATO Kiválósági Központok (COE) hálózatának.  A nagyváradi Kiválósági Központ tevékenységében részt vevő összes repülőgép a nagyváradi nemzetközi repülőteret használja.

### Légimentés
A nagyváradi nemzetközi repülőtéren található egy MEDIVAC helikopter, amelyet a Pelican Kórház sürgősségi szolgálata üzemeltet, és amely Bihar, Szilágy, Szatmár, Máramaros és Arad megyéket szolgálja ki. A légimentő a Bukarestben található I. szintű traumaközpontokba szállítja a személyeket.

## Balesetek és események
- 1970. február 4-én egy a TAROM által üzemeltetett, Bukarest Otopeniről érkező Antonov 24B lezuhant Nagyvárad közelében.[14] Csupán egy utas élte túl a balesetet. A kor szellemének megfelelően hirzárlatot rendeltek el, a tömegkommunikáció elhallgatta az eseményt.[14]
- 1971. május 27-én egy TAROM által üzemeltetett Iljusin 14-et eltérítettek a nagyváradi indulás után. A gépeltérők azt követelték, hogy menjenek Ausztriába, ahol megadták magukat.[15]
- 1994. szeptember 20 -án a román légierő Antonov An-26-os gépe balesetet szenvedett a felszálláskor. A felszálláskor a repülési mérnök (diák) visszavonta a futóművet még mielőtt a kapitány erre utasítást adott volna.[16]
- 2009. január 16-án a Ion Ţiriac  Air által üzemeltetett Gulfstream G200 sérült meg miután túlfutott a kifutópályán. A repülőgép orra károsodott, és a futómű eltört.  A 12 utas mind túlélte a balesetet, és nem szenvedtek sérüléseket. A repülőgép megállt a repülőtér körüli kerítés közelében.[17]

## Fordítás
- Ez a szócikk részben vagy egészben  az   Oradea International Airport című angol Wikipédia-szócikk ezen változatának fordításán alapul.  Az eredeti cikk szerkesztőit annak laptörténete sorolja fel. Ez a jelzés csupán a megfogalmazás eredetét és a szerzői jogokat jelzi, nem szolgál a cikkben szereplő információk forrásmegjelöléseként.